# Schneider
Schneider (njemačka riječ za krojača) je njemačko prezime, u slavenskoj verziji Šnajder.

## Osobe s prezimenom Schneider
- Andreja Schneider (1964. – ), njemačka kazališna, filmska i televizijska glumica
- Artur Schneider (1879. – 1946.), hrvatski povjesničar umjetnosti, glazbeni pisac i likovni kritičar
- Bernd Schneider (1973. – ), bivši njemački nogometaš
- Christoph Schneider (1966. – ), njemački glazbenik
- Eugène Schneider (1805. — 1875.), francuski privrednik i političar
- Helmut Schneider (1913. – 1984.), njemački nogometaš i trener
- Josef Schneider von Manns-Au (1865. – 1945.), austrougarski general i vojni zapovjednik
- Maria Schneider (1952. – 2011.), francuska filmska i televizijska glumica
- Rob Schneider (1963. – ), američki glumac
- Romy Schneider (1938. – 1982.), austrijsko-njemačka glumica